# اكتساب الهدف (الاستحواذ)

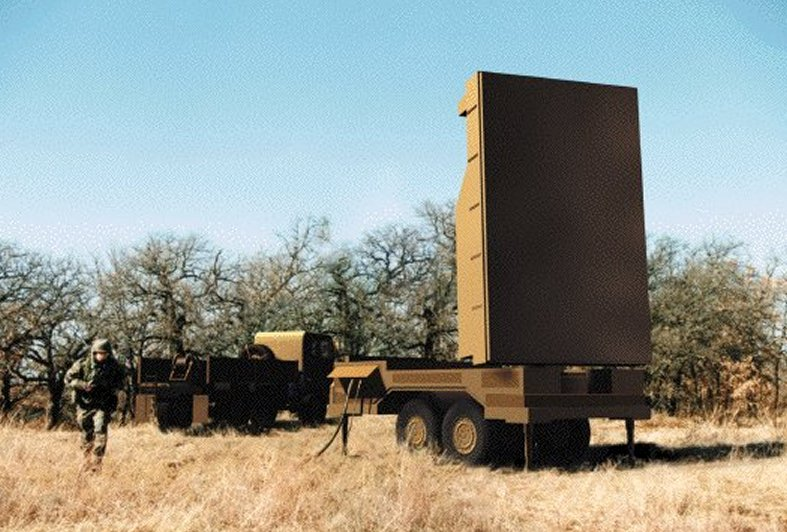
رادار الجيش الأمريكي AN-TPQ 47 لاكتساب الأهداف وتحديد المواقع للمدفعية

اكتساب الهدف هو كشف وتحديد هوية وموقع الهدف بتفاصيل كافية تسمح بالتوظيف الفعال للوسائل الفتاكة وغير الفتاكة. ويستخدم المصطلح في مجال واسع من التطبيقات.
والمقصود بالهدف هنا، هو كيان أو غاية قد تستهدف بالاشتباك أو بإجراءات أخرى (انظر استهداف (الحرب)). وتشمل الأهداف مجموعة واسعة من الموارد والتي يمكن  لقائد العدو استخدامها لإجراء العمليات، بما في ذلك الوحدات المتنقلة منها والثابتة، والقوات، والمعدات، والقدرات، والمرافق، والأفراد، والمهام. وقد تشمل الاستحواذ على الهدف أو الاستهداف المشترك أو عمليات المعلومات.
وقد يعني اكتساب الهدف تقنياً مجرد الدلالة على نهج لمنظومة سلاح لتحديد الهدف الذي ينبغي الاقفال عليه بدلا من المراقبة على أحدهم، وتتبع الهدف على الجانب الآخر. على سبيل المثال في منظومة مضاد طائرات.